# Aljaksandr Katljaroŭ
Aljaksandr Sjarheevič Katljaroŭ (in bielorusso Аляксандр Сяргеевіч Катляроў?; Homel', 30 gennaio 1993) è un calciatore bielorusso, centrocampista del Baranavičy.

## Carriera

### Club
Ha giocato nella massima serie dei campionati bielorusso e lettone.